# Cash (1933)
Cash é uma comédia cinematográfica britânica de 1933 dirigida por Zoltan Korda e estrelada por Edmund Gwenn, Wendy Barrie e Robert Donat. Foi feita pela London Film Productions de Alexander Korda.

## Sinopse
Um empresário à beira da falência luta para manter sua empresa funcionando.[carece de fontes?]

## Elenco
- Edmund Gwenn como Edmund Gilbert
- Wendy Barrie como Lilian Gilbert
- Robert Donat como Paul Martin
- Morris Harvey como Meyer
- Lawrence Grossmith como Joseph
- Clifford Heatherley como Hunt
- Hugh E. Wright como Jordan
- Anthony Holles como inspetor